# Phantom of the night (single)
Phantom of the night was de elfde single van de symfonische rockgroep Kayak.
Het soms bombastische lied over een spookschip dat andere schepen laat verdwijnen is afkomstig van het studioalbum Phantom of the night. Het is de eerste single waarbij Edward Reekers de leadzang voor zijn rekening neemt., voorheen was dat altijd Max Werner, maar die zat toen achter de drumkit. Het is tevens de eerste single waarbij Irene Linders, de vrouw van bandleider Ton Scherpenzeel een compositorische bijdrage leverde. Het plaatje verscheen eerst met B-kant Ivory dance, maar belandde niet in de lijst (Vertigo nummer 6012960). Na het succes van Ruthless Queen werd de single opnieuw (nummer 6012963) uitgegeven met als B-kant Ballad for a lost friend; het belandde toen op een vijftiende plaats in de Nederlandse Tipparade; wellicht omdat die B-kant op geen enkele elpee voorkwam. Later verscheen het als bonustrack op de compact disc 3 Originals.